# Finále Plzeň
Finále Plzeň je soutěžní festival českých a slovenských celovečerních, dokumentárních, televizních a studentských filmů, které se ucházejí o přízeň mezinárodních poroty a hlavních cen festivalu: Zlatého ledňáčka. Festival se koná v Plzni a festivalovým centrem je od roku 2007 secesní budova Měšťanské besedy.
Během jednoho týdne je zde promítnuta valná část z české dlouhometrážní hrané produkce a výběr z dokumentů. Celý filmový týden je pak doplněn projekcemi dalších českých filmů v nejrůznějších sekcích a retrospektivách, doprovázených besedami
s tvůrci.
V rámci doprovodných akcí jsou připraveny exkurze do historie, současnosti i budoucnosti české kinematografie. Festival připomíná významná výročí některých jubilantů, výrazné počiny české kinematografie, profily filmových škol a diskuse o nejrůznějších tématech spojených s českým filmem. V tzv. Panelu filmových projektů tvůrci představují svá připravovaná filmová díla v nejrůznější fázi vzniku. Festival je doprovázen také koncerty, výstavami apod.

## Zlatý ledňáček – vítězové
Vítězné filmy všech ročníků festivalu Finále Plzeň:
- 1968 Každý den odvahu – režie Evald Schorm
- 1969 Všichni dobří rodáci – režie Vojtěch Jasný
- 1969 Zbehovia a pútnici – režie Juraj Jakubisko
- 1991 Obecná škola – režie Jan Svěrák
- 1993 Krvavý román – režie Jaroslav Brabec
- 1994 Kráva – režie Karel Kachyňa
- 1995 Indiánské léto – režie Saša Gedeon
- 1996 Golet v údolí – režie Zeno Dostál
- 1997 Mňága – Happy End – režie Petr Zelenka
- 1998 Knoflíkáři – režie Petr Zelenka
- 1999 Návrat idiota – režie Saša Gedeon
- 2000 Musíme si pomáhat – režie Jan Hřebejk
- 2001 Paralelní světy – režie Petr Václav
- 2002 Babí léto – režie Vladimír Michálek
- 2003 Pupendo – režie Jan Hřebejk
- 2004 Nevěrné hry – režie Michaela Pavlátová
- 2005 Sluneční stát – režie Martin Šulík
- 2006 Štěstí – režie Bohdan Sláma
- 2007 Pusinky – režie Karin Babinská
- 2008 Tajnosti – režie Alice Nellis
- 2009 Kdopak by se vlka bál – režie Maria Procházková
- 2010 Kawasakiho růže – režie Jan Hřebejk
- 2011 Osmdesát dopisů – režie Václav Kadrnka
- 2011 Kuky se vrací – režie Jan Svěrák
- 2012 Dům – režie Zuzana Liová
- 2013 Můj pes Killer – režie Mira Fornayová
- 2014 Jako nikdy – režie Zdeněk Tyc
- 2015 Cesta ven – režie Petr Václav
- 2016 Rodinný film – režie Olmo Omerzu
- 2017 Já, Olga Hepnarová – režie Tomáš Weinreb, Petr Kazda
- 2018 Čára – režie Peter Bebjak
- 2019 Domestik – režie Adam Sedlák
- 2020 Budiž světlo – režie Marko Škop
- 2021 Smolný pich aneb Pitomý porno – režie Radu Jude[1]
- 2022 Kdyby radši hořelo – režie Adam Koloman Rybanský
- 2023 Brutální vedro – režie Albert Hospodářský
- 2024 Od marca do mája – režie Martin Pavol Repka